# Nhiếp chính vương

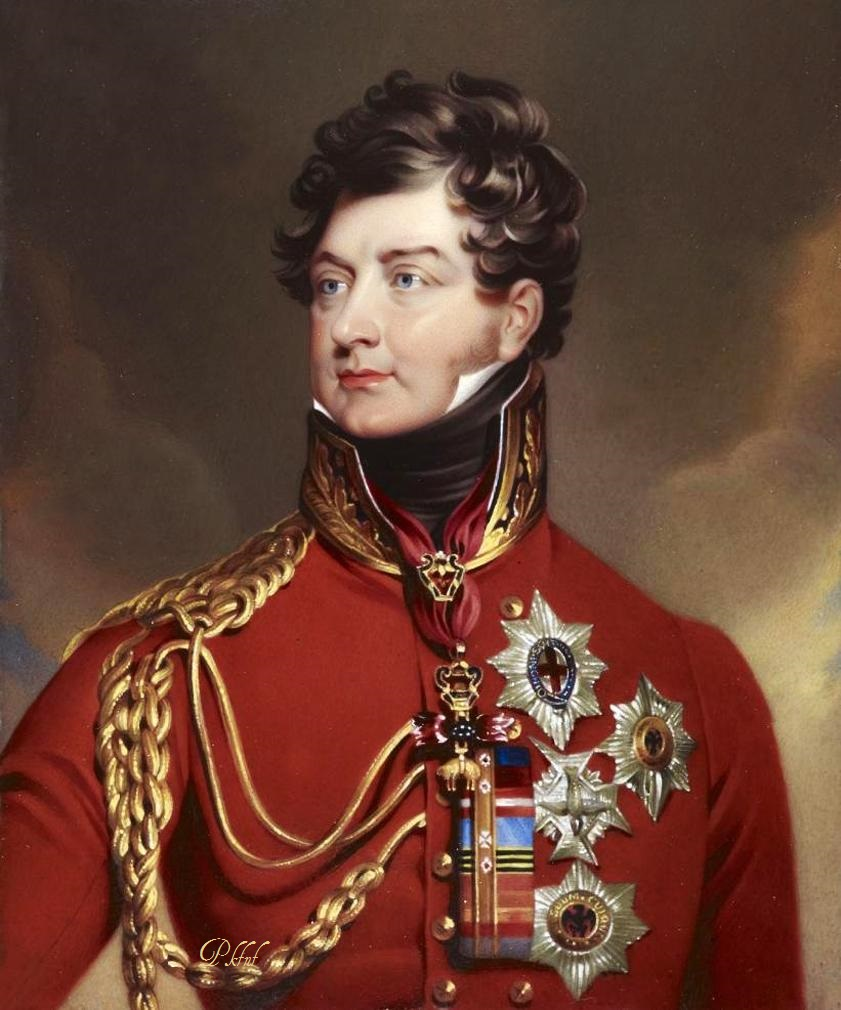
Vương tử George IV, Thân vương xứ Wales, với tư cách là nhiếp chính vương, trong khi cha ông mất khả năng cai trị từ năm 1811 đến năm 1820. Chân dung của Henry Bone

Nhiếp chính vương (tiếng Anh: prince/princess regent; tiếng Đức: Prinzregent) là thân vương tử hoặc thân vương vương nữ thuộc dòng kế vị đảm nhận quyền cai trị chế độ quân chủ với tư cách nhiếp chính thay cho quốc vương, ví dụ, do vị quân chủ không có năng lực cại trị (tuổi nhỏ hoặc bệnh tật) hoặc vắng mặt (ví dụ: do xa xôi, chẳng hạn như bị lưu đày hoặc chuyến đi dài ngày, hoặc sự vắng mặt của người đương nhiệm).
Mặc dù bản thân thuật ngữ này có thể có ý nghĩa chung và đề cập đến bất kỳ thân vương tử hoặc thân vương nữ nào đảm nhận vai trò nhiếp chính, nhưng về mặt lịch sử, nó chủ yếu được sử dụng để mô tả một số ít các vương tử và vương nữ từng là nhiếp chính của các quốc gia không phải thân vương quốc.